# 319
319 (CCCXIX na numeração romana) foi um ano comum do século IV do Calendário Juliano, da Era de Cristo, a sua letra dominical foi D (53 semanas), teve início a uma quinta-feira  e terminou também a uma quinta-feira.
| Ano completo                        |
| ----------------------------------- |
| Ano comum com início à quinta-feira |

## Eventos

### Extremo Oriente
- Chandragupta I sucede a seu pai, Ghatotkacha como governante do Império Gupta

## Nascimentos
- Santo Bassiano, primeiro Bispo de Lodi, Itália.

## Mortes
- Ghatotkacha, governante do Império Gupta